# Paulette Jacquier
Pour les articles homonymes, voir Jacquier (homonymie) et Seguret (homonymie).
Paulette Jacquier-Roux, dite Paulette Jacquier, épouse Séguret, alias Marie-Jeanne dans la Résistance, née le 18 juillet 1918 à La Frette (Isère) et morte le 20 février 1975 dans la même ville, est une résistante française, membre du bataillon des Chambaran.
Elle est la seule femme ayant combattu au sein de la première division des Forces françaises libres.

## Biographie

### Famille
Elle est la fille de Lucien Jacquier-Roux (1881-1944) et de Marie Joséphine Darlay, demeurant dans l'Isère.
Son père Lucien, ancien combattant de la Grande guerre, est également résistant pendant la Seconde Guerre mondiale et meurt pour la France.

### Seconde Guerre mondiale
Après l'appel du général de Gaulle le 18 juin 1940, Paulette Jacquier cherche à rejoindre la Résistance à Londres, en vain. En mars 1941, elle entre en contact avec un résistant grenoblois, et devient à 22 ans agent de liaison dans la Résistance : elle distribue clandestinement des tracts et des journaux gaullistes dans la région, transporte des valises entre Lyon, Valence et Grenoble, et mène diverses autres missions.
À la demande de résistants de Clermont-Ferrand, elle forme un groupe franc, notamment avec son père, et organise des sabotages sur la voie ferrée reliant Grenoble et Lyon.
En juillet 1944, elle est arrêtée à Bourgoin-Jallieu lors d'une tentative d'attaque d'un convoi allemand. Elle réussit à s'échapper de prison, puis rejoint le bataillon des Chambaran dans le secteur 3 de l'Armée secrète de l'Isère.
À la Libération elle intègre la 1re division française libre en tant que fusilier-voltigeur et participe aux combats en première ligne dans le nord de la France entre 1944 et 1945.
Le 14 mars 1947, à la Frette, elle épouse Georges Denis Séguret.

## Distinctions

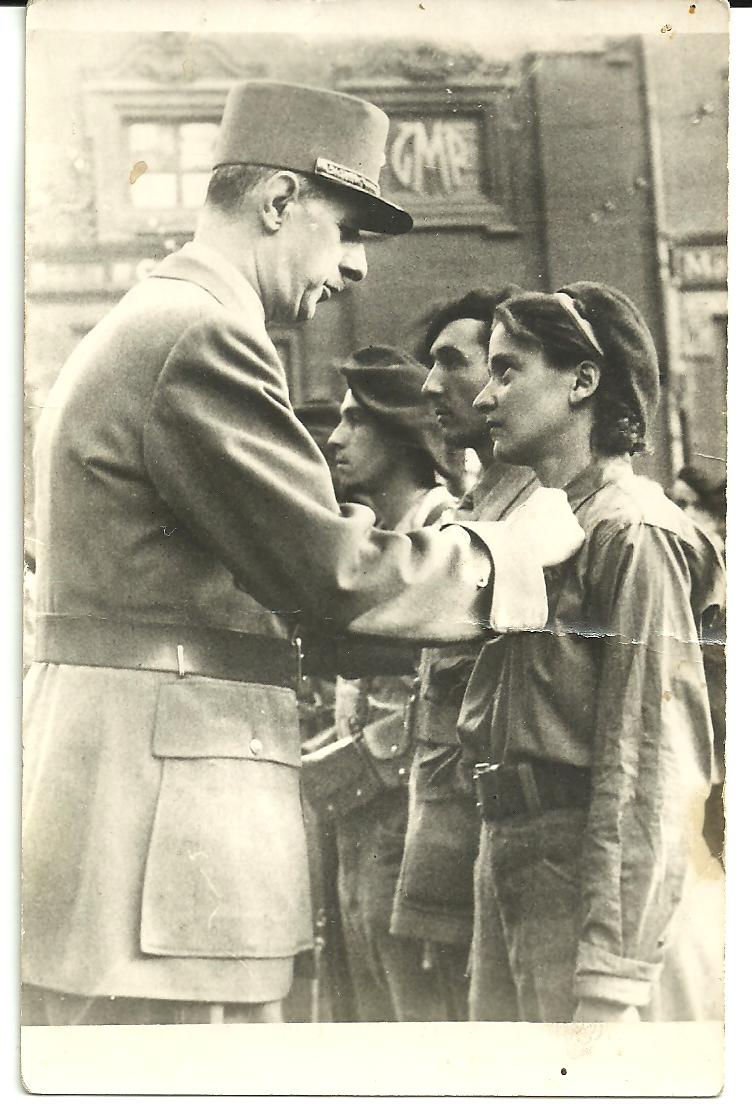
Remise de la Légion d'honneur à Paulette Jacquier par le général de Gaulle.

- Officier de la Légion d'honneur (1974) ; chevalier en 1944 avec remise par le général de Gaulle le 14 septembre 1944 à Lyon[6],[7], aux côtés de membres du troisième groupe du maquis des Chambaran formé par Paul Porchey[8].
- Croix de guerre 1939–1945, palme de bronze (1 citation à l'ordre de l'armée accompagnant sa nomination comme chevalier de la Légion d'honneur)[9]
- Médaille de la Résistance française avec rosette (décret du 14 juin 1946)[10],[11].

## Hommages
Depuis le 9 février 2024, la rue Paulette-Jacquier située à Paris porte son nom.
Le 5 avril 2025, est inaugurée à La Frette, son village d'origine, une aire de jeux nommée « Marie-Jeanne ».